# Saint-Germain-d'Esteuil
Saint-Germain-d'Esteuil is een gemeente in het Franse departement Gironde (regio Nouvelle-Aquitaine). De plaats maakt deel uit van het arrondissement Lesparre-Médoc. Saint-Germain-d'Esteuil telde op 1 januari 2022 1.345 inwoners.

## Geografie
De oppervlakte van Saint-Germain-d'Esteuil bedroeg op 1 januari 2022 44,71 vierkante kilometer; de bevolkingsdichtheid was toen 30,1 inwoners per km².

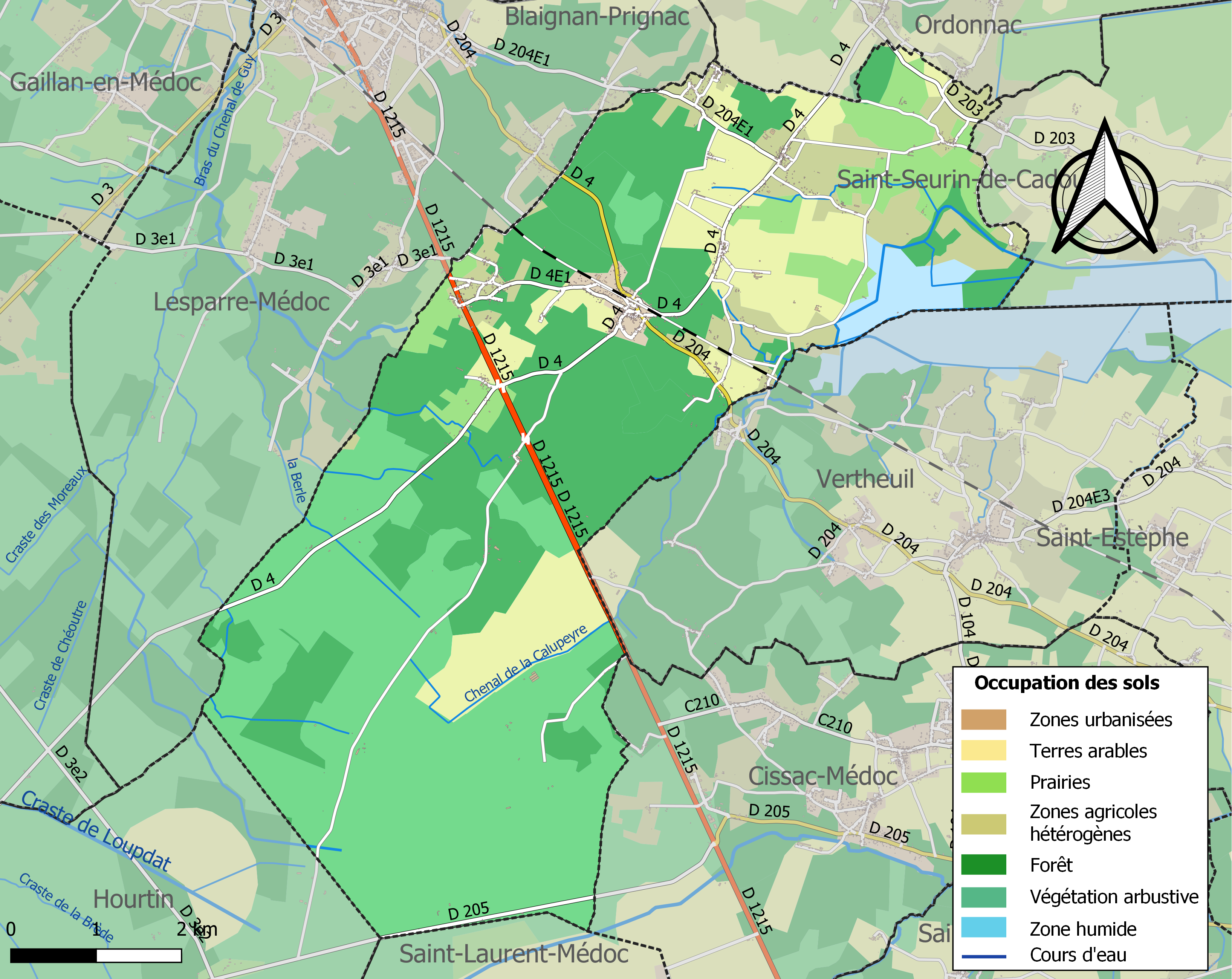
Kaart van de gemeente met belangrijkste infrastructuur, bodemgebruik en omliggende gemeenten

## Demografie
Onderstaande figuur toont het verloop van het inwonertal (bron: INSEE-tellingen).